# Scutellinia pseudotrechispora

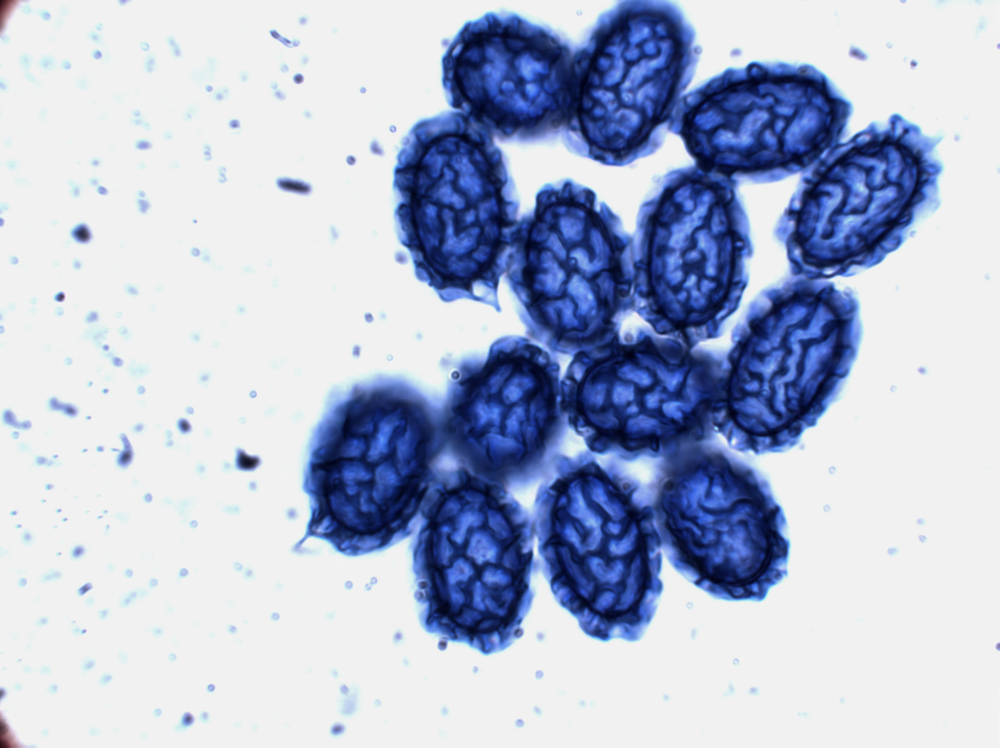
Zarodniki

Scutellinia pseudotrechispora (J. Schröt.) Le Gal – gatunek grzybów z rodziny Pyronemataceae.

## Systematyka i nazewnictwo
Pozycja w klasyfikacji według Index Fungorum: Scutellinia, Pyronemataceae, Pezizales, Pezizomycetidae, Pezizomycetes, Pezizomycotina, Ascomycota, Fungi.
Po raz pierwszy opisał go w 1893 r. Joseph Schröter, nadając mu nazwę Humariella pseudotrechispora. Obecną nazwę nadał mu Marcelle Louise Fernande Le Gal w 1962 r. Pozostałe synonimy:
- Aleuria pseudotrechispora (J. Schröt.) Höhn. 1906,
- Ciliaria pseudotrechispora (J. Schröt.) Boud. 1907,
- Lachnea pseudotrechispora (J. Schröt.) Sacc. 1895,
- Melastiziella pseudotrechispora (J. Schröt.) Svrček 1948.

## Morfologia
Owocnik
Typu apotecjum bez trzonu, o średnicy 1,5–3 mm, początkowo miseczkowate, później w kształcie krążka. Powierzchnia hymenialna gładka, o barwie od czerwonej do brązowawoczerwonej, brzeg wyraźny, powierzchnia zewnętrzna i brzeg z krótkimi, brązowawymi włoskami.
Cechy mikroskopowe
Ekscypulum zewnętrzne (ectal excipulum) zbudowane z kulistych komórek o średnicy 30–80 µm. Włoski krótkie, do 200–300 µm, z 1–3 przegrodami, grubościenne, jasnobrązowe, zwężające się ku wierzchołkowi, zwykle pojedyncze, rzadziej rozwidlone u podstawy. Niektóre włoski są podzielone w górnej części. Worki cylindryczne, 180–220 × 17–20 µm. Askospory eliptyczne, z wieloma gutulami, ornamentowane dobrze widoczną, krzyżową siateczką, 27,6 × 16,6 µm. Parafizy proste, z przegrodami, o szerokości około 3,5 µm, miejscami napęczniałe do około 6 µm, proste lub rozgałęzione.
Gatunki podobne
W Polsce występuje około 30 gatunków włośniczek. Wszystkie są morfologicznie bardzo podobne, jedyną różniącą je cechą, którą można dostrzec bez użycia mikroskopu, jest długość rzęsek, nie wystarcza to jednak do rozróżnienia gatunków. Pewne ich rozróżnienie możliwe jest tylko badaniami mikroskopowymi. S. pseudotrechispora charakteryzuje się małymi owocnikami, krótkimi, zakrzywionymi włoskami, krzyżowo-siatkową ornamentacją askospor i zewnętrzną warstwą ściany, która rozpuszcza się w ogrzanym kwasie mlekowym. Ze względu na podobieństwo zarodników jest często rozpoznawana jako Aleuria pseudotrechispora lub jako czarnorzęska szczecinkowata (Melastiza chateri).

## Występowanie i siedlisko
Znany jest tylko w Europie. W Polsce jego stanowisko podał Joseph Schröter w 1908 r., następne podała Anna Kujawa i inni w 2019 r. Aktualne stanowiska podaje także internetowy atlas grzybów. Znajduje się w nim na liście gatunków zagrożonych i wartych objęcia ochroną.
Grzyb naziemny.